# Gypona diluta
Gypona diluta är en insektsart som beskrevs av Carl Stål 1854. Gypona diluta ingår i släktet Gypona och familjen dvärgstritar. Inga underarter finns listade i Catalogue of Life.